# Dialogue interreligieux
« Interreligieux » redirige ici. Pour les autres significations, voir Mariage interreligieux.

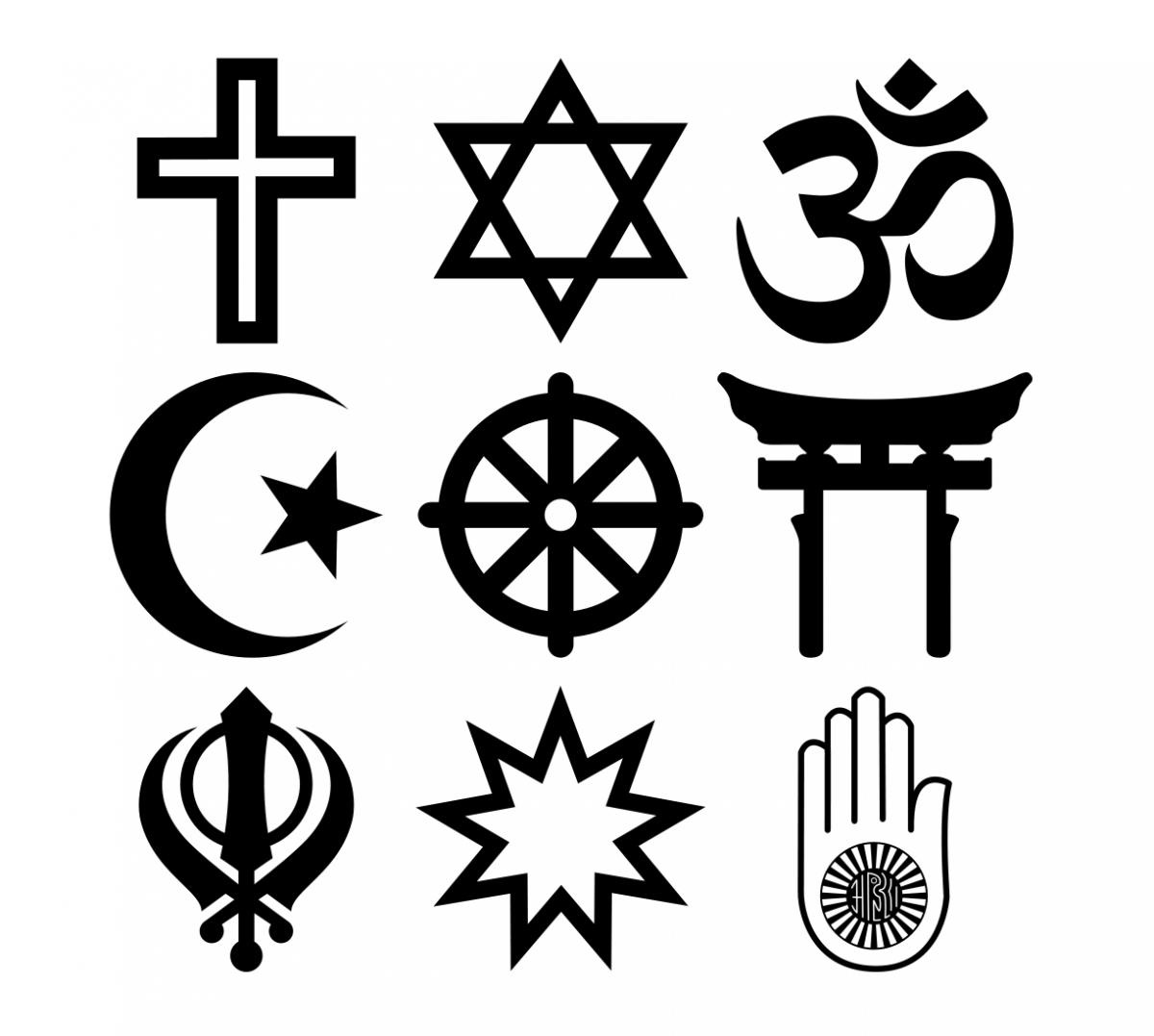
Symboles représentant le christianisme, le judaïsme, l'hindouisme, l'islam, le bouddhisme, le shintoïsme, le sikhisme, le bahaïsme et le jaïnisme.

Le dialogue interreligieux est la relation positive entre personnes de religions différentes. C'est un aspect du dialogue interculturel, qui peut se manifester dans les échanges de la vie quotidienne, la coopération pour l'intérêt public, les débats théologiques et le partage des expériences spirituelles. Il se distingue du syncrétisme et du relativisme en ce qu'il implique un respect des différences plutôt qu'une recherche de l'uniformité.
Parfois présenté comme synonyme, l’œcuménisme est le dialogue interconfessionnel interne au christianisme (catholique, protestant, orthodoxe). Le dialogue interconvictionnel est quant à lui une tentative d'élargir le dialogue interreligieux aux convictions non-croyantes (athées, agnostiques).

## Méthode
Le dialogue interreligieux est une forme de communication non violente appliquée aux sujets religieux. À travers une meilleure compréhension de ce qui rapproche et distingue les croyants, et grâce aux liens tissés lors des rencontres qu'il implique, le dialogue interreligieux se veut un outil de construction de la cohésion sociale et de la paix. Sa pratique entraîne à reconnaître les différentes formes de diversités, à chercher à construire l'unité sans passer par l'uniformité, à mieux se connaître et affirmer son identité, à développer l'empathie et s'ouvrir à l'altérité, à entretenir la sincérité dans le dialogue, à promouvoir la liberté de conscience et d'expression - dont fait partie la liberté de culte,.
Le dialogue interreligieux peut être pratiqué par toutes personnes intéressée par le sujet des religions. Il n'est pas nécessairement l'affaire de spécialistes, diplômés en théologie. La comparaison des textes fondateurs est une pratique courante, mais ces textes ne résument pas la vie des croyants, et l'échange peut également porter sur l'héritage, l'expérience et la pratique spirituelle.
Le document « Dialogue et Annonce » écrit conjointement en 1991 par la Congrégation pour l'évangélisation des peuples et le Conseil pontifical pour le dialogue interreligieux distingue quatre formes de dialogue interreligieux. Premièrement, le « dialogue de la vie », celui de la vie quotidienne, de la tolérance religieuse et de la convivialité ; deuxièmement, le « dialogue des œuvres », celui de la coopération et de l'action commune pour plus de justice ; troisièmement, le « dialogue des échanges théologiques », celui de l'échange intellectuel, en s'appuyant sur les textes fondateur, les sciences des religions et la sociologie des religions ; et quatrièmement, le « dialogue de l’expérience religieuse », celui de l'échange autour de la prière, de la spiritualité, de la mystique,.

## Histoires des premières rencontres
Les premiers contacts entre l'islam et le christianisme donnèrent lieu à des guerres comme la conquête musulmane en Europe et les croisades au Proche-Orient. Dans le monde chrétien, on tenait les Juifs pour responsables de la mort de Jésus de Nazareth, autrement dit le peuple juif était considéré comme déicide, jusque dans la liturgie catholique, et ils étaient exclus d'un grand nombre de fonctions dans la société.
Il y eut des exceptions aux pratiques d'intolérance :
- au haut Moyen Âge, ainsi que le montre Bernhard Blumenkranz, la population chrétienne paraît généralement coexister avec les juifs sans grand problème. Parfois même, elle les soutient.[réf. nécessaire] Lorsque le juif Priscus est tué à Paris, en 582, par Pathir, devenu chrétien depuis peu, Pathir doit se réfugier avec ses domestiques dans l'église de Saint-Julien-le Pauvre. Il réussit à s'enfuir, mais l'un de ses serviteurs est sauvagement tué par la foule[6].
- La situation en Espagne, de 711 à 1492 donne lieu à quatre périodes connues sous le nom de convivencia.
- La rencontre entre François d'Assise et le sultan Al-Kâmil, qui préfigure le dialogue interreligieux, eut lieu pendant le siège de Damiette en 1219 lors de la cinquième croisade[7] ;
- la république de Venise envoya des navigateurs et des explorateurs qui durent affronter la réalité de la présence d'autres religions dans les régions explorées (Moyen-Orient, Asie) ;
- François Xavier vécut lors de sa mission au Japon l'importance de la compréhension de la culture du pays ;
- Matteo Ricci vécut longtemps en Chine et introduisit des rites catholiques spécifiques dans ce pays.

Aux contacts entre les civilisations, existaient des formes d'échanges culturels que l'on peut considérer comme les prémices du dialogue interreligieux : califat de Cordoue, Sicile à l'époque de Roger II de Sicile.
Ces exemples de dialogue interculturel se fondaient, à partir de la Renaissance du XIIe siècle, sur un fondement philosophique clair : Pierre Abélard avait rédigé en 1142 le Dialogue entre un philosophe, un juif, et un chrétien, qui resta inachevé. Le philosophe dont il s'agissait était probablement un musulman. Abélard mit ainsi en scène trois monothéistes, pour qui il existe un Dieu unique. Il était en quête de tolérance religieuse, et chercha un noyau commun profondément ancré dans les cultures des trois religions abrahamiques que sont le christianisme, le judaïsme et l'islam, permettant d'établir une véritable communication.
Abélard est l'inventeur de la scolastique, avant saint Thomas d'Aquin et les grands scolasticiens du XIIIe siècle. Il mit en évidence la force de la philosophie d'Aristote, transmise par les Arabo-musulmans au monde occidental. Cette philosophie permettait de mettre en évidence les fondements métaphysiques communs aux trois grandes religions abrahamiques. La traduction des œuvres d'Aristote entre 1120 et 1190 nécessitait un travail conjoint entre juifs, musulmans et chrétiens. Cette philosophie forma la base du savoir à partir du XIIe siècle en Occident, et fut introduite progressivement dans les universités européennes au XIIIe siècle, par Albert le Grand et Roger Bacon.
La Renaissance poursuivit cette tendance de fond.

## Initiatives mondiales contemporaines

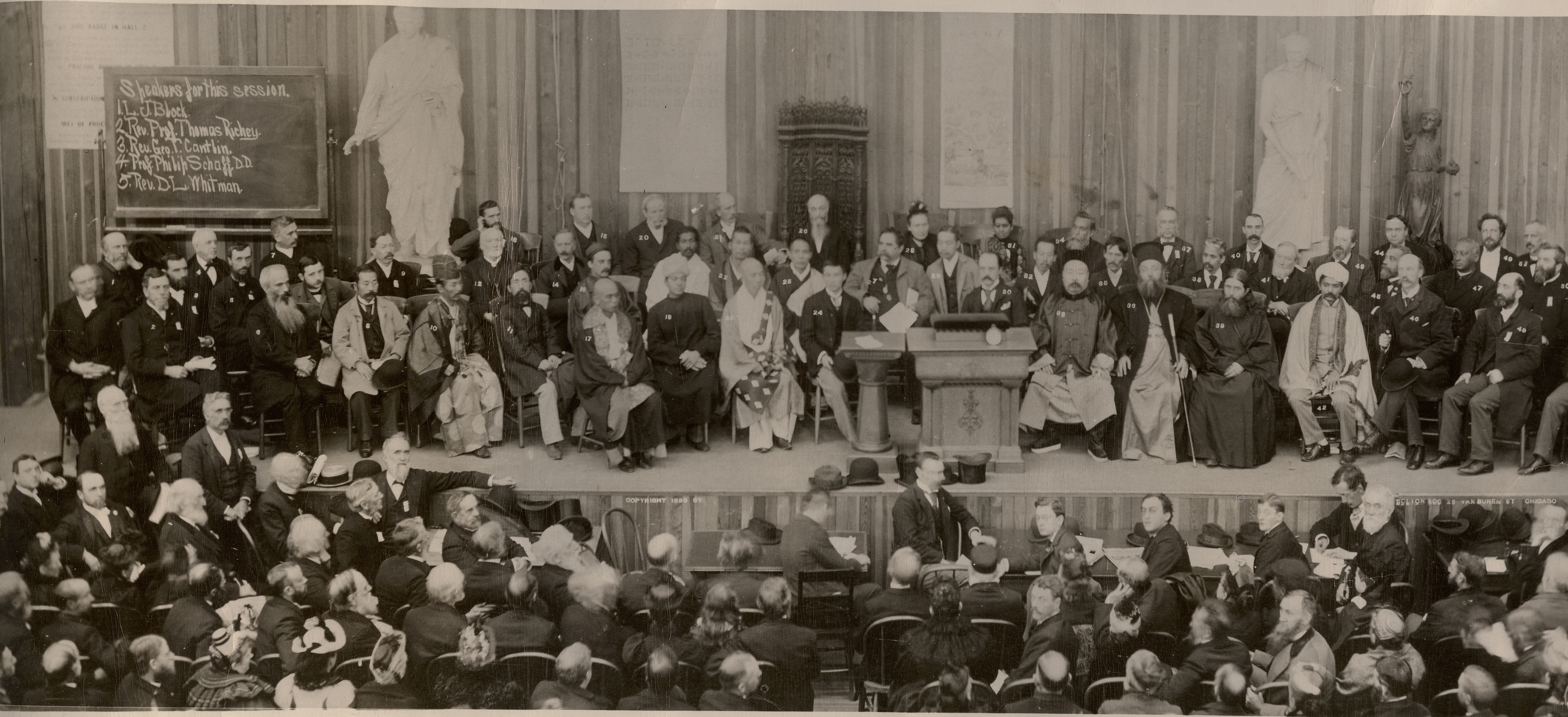
Parliament of the World's Religions, à Chicago, en 1893.

Le Parlement des religions est la première tentative de nouer un dialogue global interconfessionnel. Il se réunit à Chicago du 11 au 27 septembre 1893, à l'occasion de l'exposition universelle, à l'instigation du pasteur presbytérien John Henry Barrows et coordonné par Jenkin Lloyd Jones, un chrétien unitarien. Pour la première fois se rassemblent des représentants de religions orientales, asiatiques et occidentales. Swami Vivekananda, un chef spirituel hindou, philosophe du védanta âgé alors de 30 ans, marque les esprits par son intervention éloquente. L'idée en est relancée en 1988 par des disciples de Vivekananda pour fêter le centenaire de cet événement et le Parlement des Religions du Monde renaît en 1993 à Chicago. Constitué en association, il a depuis tenu assemblée en 1999 au Cap, en 2004 à Barcelone lors du Forum universel des cultures et à Melbourne en 2009,.
Après la Seconde Guerre mondiale et la Shoah, la conférence de Seelisberg réunit du 30 juillet au 5 août 1947 des personnalités juives (dont l'historien français Jules Isaac) et chrétiennes pour étudier les causes de l'antijudaïsme et de l'antisémitisme chrétiens. Elle débouche sur les « dix points de Seelisberg ». C'est alors que se développe le dialogue bilatéral entre le judaïsme et le christianisme : en 1948, est fondé le Conseil international des chrétiens et des juifs (International Council of Christians and Jews, ICCJ), avec des sections nationales. La même année naît le Conseil œcuménique des Églises, d'abord entre les différentes Églises protestantes, auxquelles s’adjoignent plus tard des Églises orthodoxes. En 1949, le pasteur Henri Nusslé publie Dialogue avec l'islam. L'apport des travaux ethnologiques dans les années 1950 et la décolonisation favorisent le dialogue islamo-chrétien dont les principaux précurseurs sont Louis Massignon, Jean-Mohammed Abd-el-Jalil, Louis Gardet et Georges Anawati.
L'Église catholique opère une ouverture vers le dialogue interreligieux avec le IIe concile œcuménique du Vatican entre 1962 et 1965. La liturgie catholique du Vendredi saint est modifiée dans le missel de 1966 par Paul VI, afin de supprimer la mention offensante pour les Juifs, qui subsistait depuis le VIIe siècle, Oremus et pro perfidis Judaeis. La déclaration Nostra Ætate affirme le respect des autres religions « L’Église catholique ne rejette rien de ce qui est vrai et saint dans ces religions. Elle considère avec un respect sincère ces manières d’agir et de vivre, ces règles de doctrine qui […] apportent souvent un rayon de la vérité qui illumine tous les hommes »,.
En 1970, est fondée l'association Religions for Peace, une conférence mondiale de représentants des religions destinée à la promotion de la paix.

En 1986, ont lieu les premières Rencontres d'Assise, où participent 130 responsables religieux. Le 13 avril 1986, pour la première fois de l'histoire, un pape, Jean-Paul II visite la Grande synagogue de Rome.

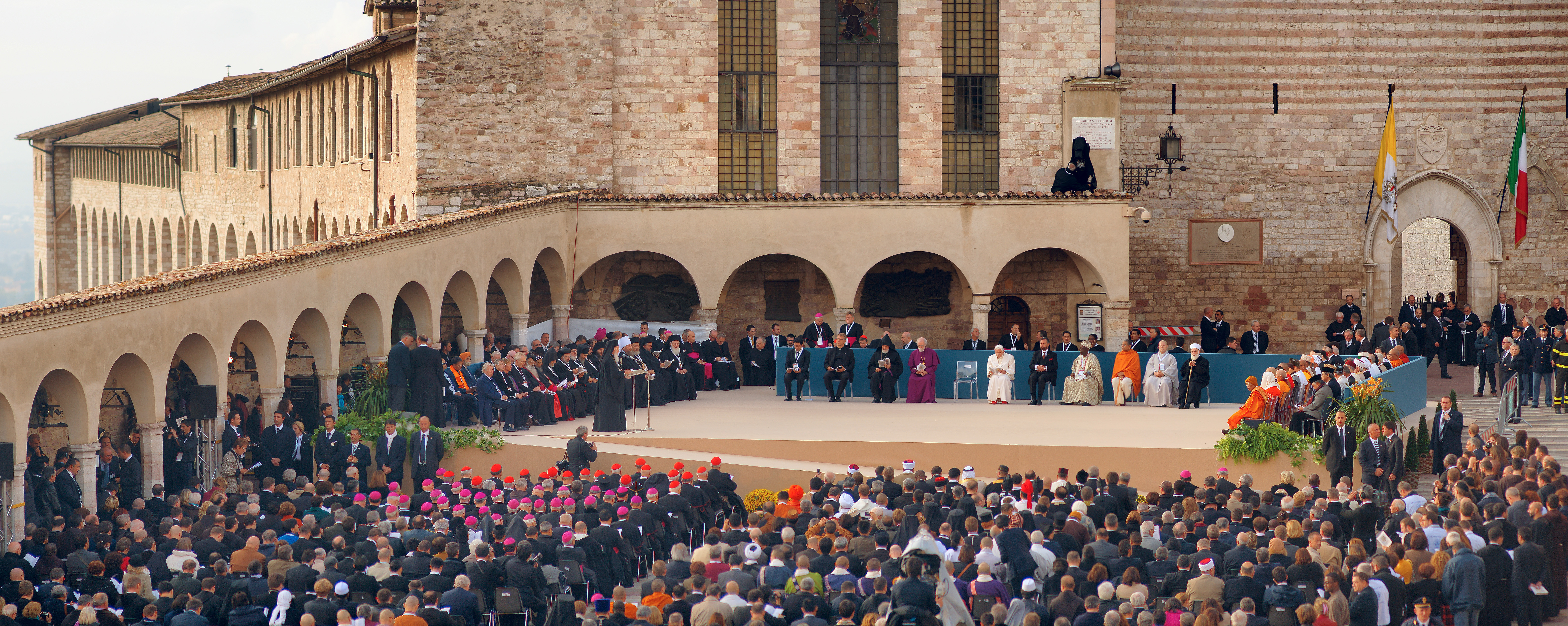
La 4e Rencontres d'Assise, Journée mondiale de prière dans la ville Assise (Italie), en 2011.

Si la théologie catholique de l'accomplissement a progressivement laissé la place à la théologie du pluralisme religieux, cette dernière a pu entrer en tension avec la déclaration de la Congrégation pour la doctrine de la foi Dominus Iesus en 2000, refusant d'adopter la position dite « pluraliste », qui sacrifie le christocentrisme au profit du théocentrisme.
En 2000 est fondée la United Religions Initiative, une fédération mondiale d'associations interreligieuses locales entre laïcs. Le Parvis des gentils est une structure créée en 2011 par le Vatican pour le dialogue entre les croyants et les non croyants.

## Lieux de culte multiconfessionnels
Dans l'histoire, en fonction des changements de majorité dans la confession des habitants d'un territoire on a pu voir des lieux de culte changer de destination : cathédrales devenant mosquées, comme Sainte-Sophie à Istanbul, ou l'inverse, comme la mosquée-cathédrale de Cordoue.
Dans certains lieux particuliers, hôpitaux, aéroports, prisons, certains centres commerciaux des lieux de recueillement multiconfessionnels ont pu être aménagés, où vont coexister les croyants de différentes religions. Après les Églises simultanées dans le christianisme, d'autres lieux de culte se développent, intégrant dès la construction de l'édifice le caractère multiconfessionnel comme le projet Friday, Saturday, Sunday des architectes britanniques Leon, Lloyd et Saleem ou la House of One à Berlin,.